# Dorogi hűségnyilatkozat

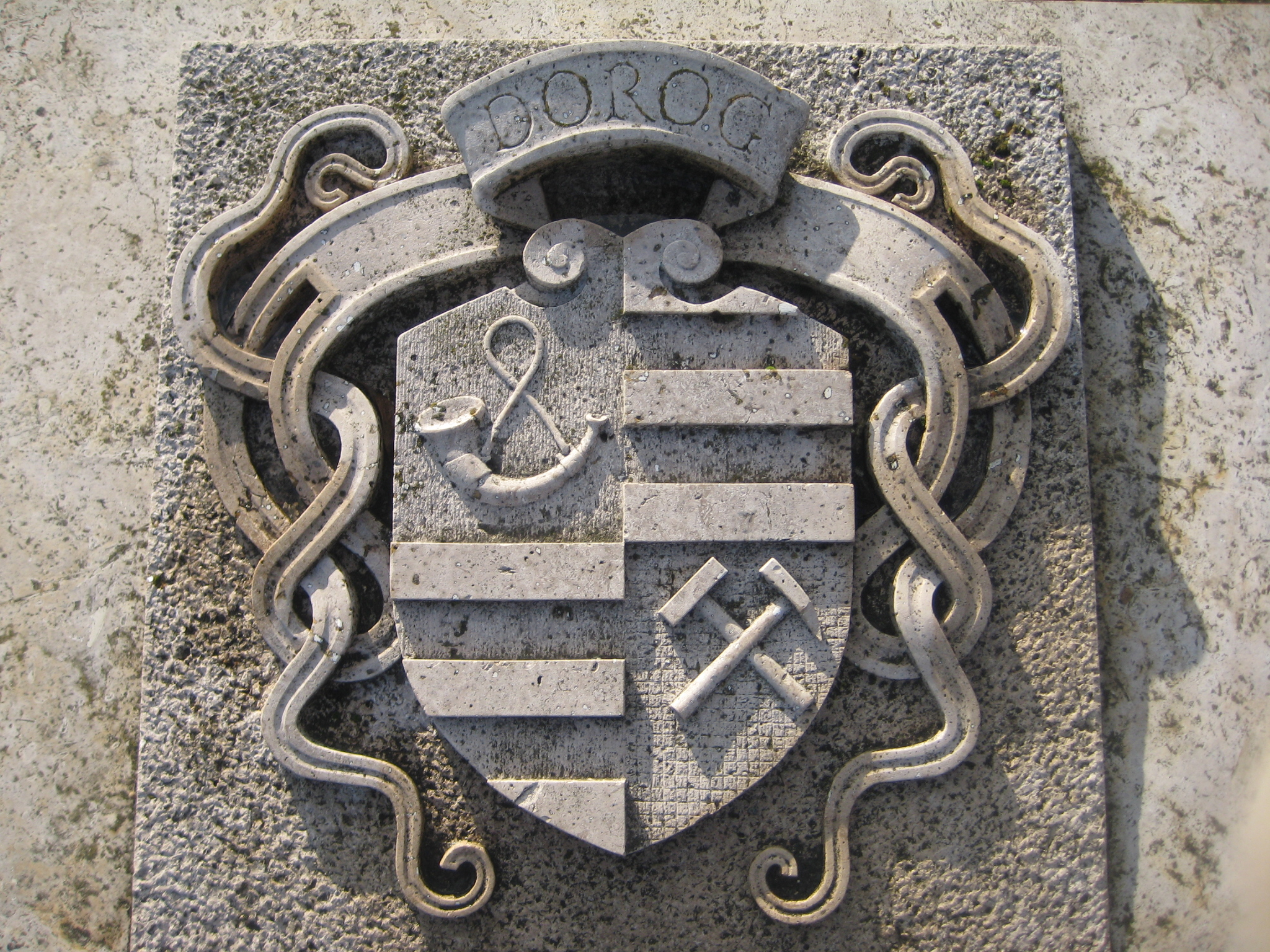

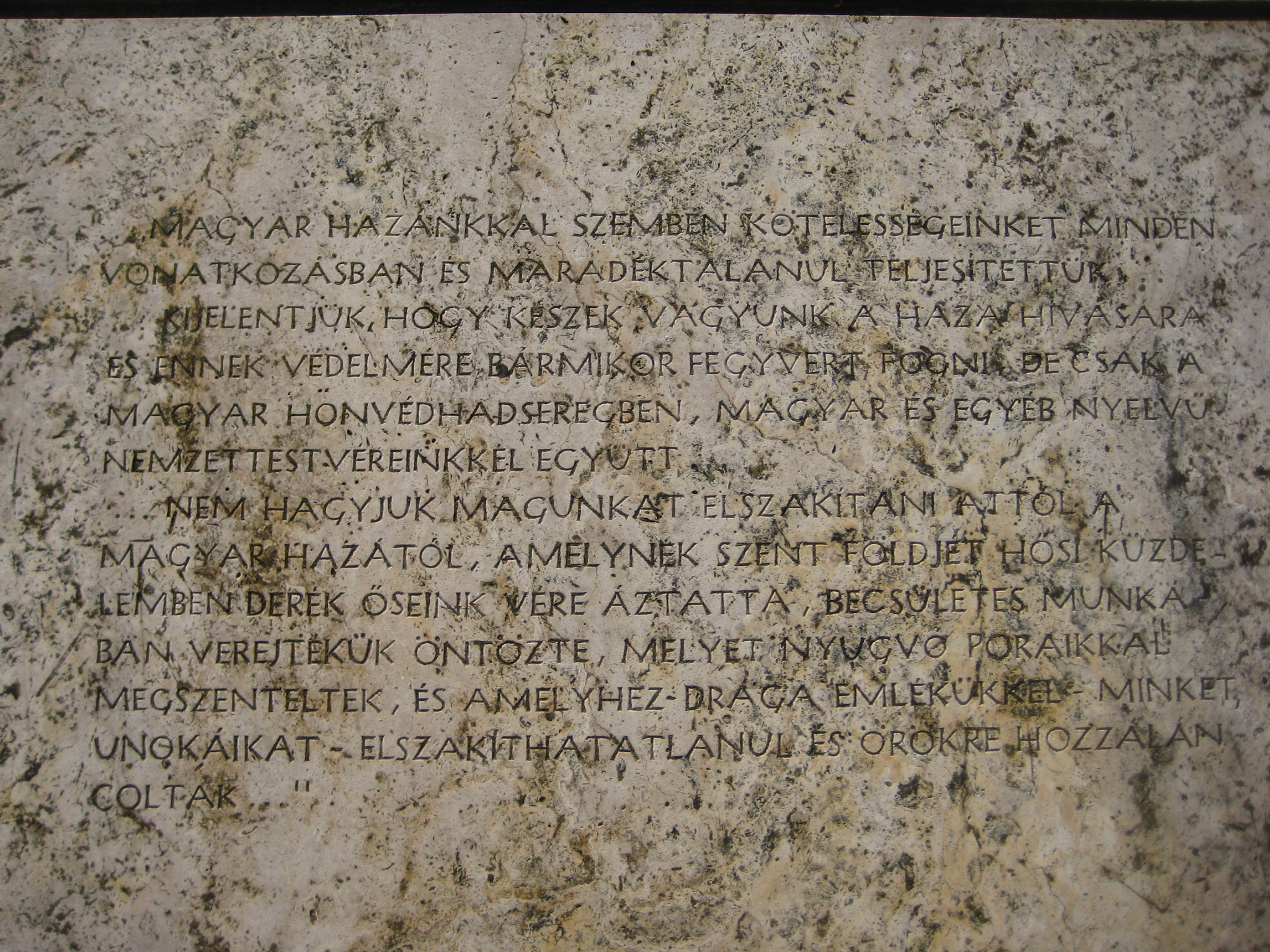
A levél szövege, sajnos az időjárás már megtépázta az emlékművet

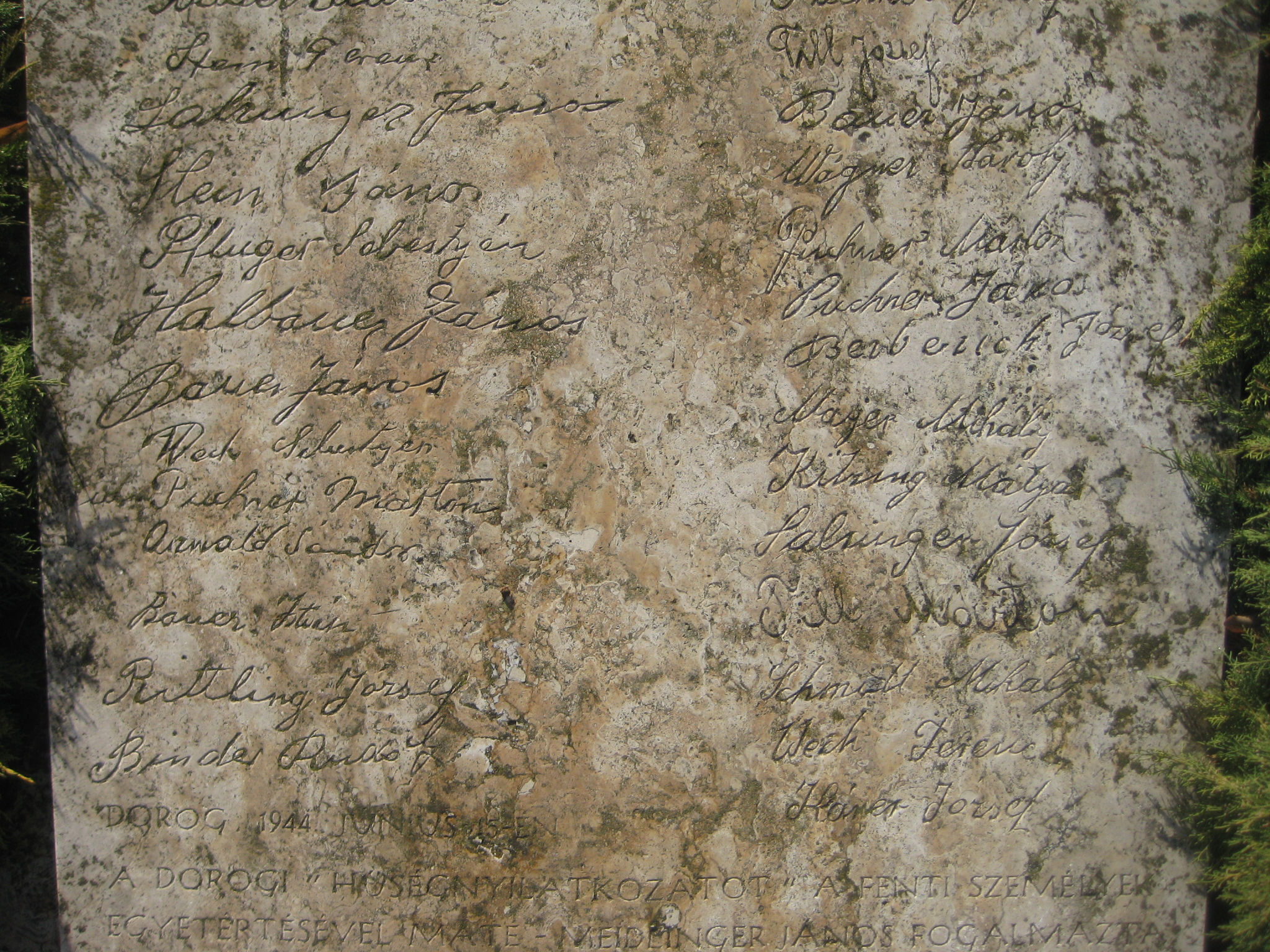
Az aláírók neve kézírásukkal

1944. június 15-én a dorogi német nemzetiségű katonakötelesek egy csoportja levelet fogalmazott a belügyminiszterhez címezve, melyben arra kérték, hogy ne a német, hanem a magyar hadseregbe sorozzák be őket, ezzel is hangsúlyozva hazafiságukat. Kérésüket azonban elutasították.
Emlékükre Dorog város 1993-ban a Hősök terén felállította a Hűségnyilatkozat emlékművét, az aláírókat posztumusz díszpolgári címmel jutalmazta.

## Az aláírás sorrendjében
- Bauer Márton
- Stein Ferenc
- Salzinger János
- Pflugel Sebestyén
- Halbauer János
- Bauer János
- Wech Sebestyén
- Puchner Márton, id.
- Oszwald Sándor
- Bauer István
- Rittling József
- Binder Rudolf
- Puchner József
- Till József
- Mayer Mihály
- Kitzing Mátyás
- Salzinger József
- Till Márton
- Schmidt Mihály
- Wech Ferenc
- Kárer József
- Stein János
- Meidlinger (Máté) János